# 결백 (2020년 영화)
《결백》은 2020년 6월 10일에 개봉한 대한민국의 영화이다.

## 줄거리
대천의 한 시골마을. 마을주민 채화자의 집 마당에는 그녀의 남편 안태수의 장례식과 조문을 온 조문객들로 북적였다. 이런 와중에 시누이는 아버지가 죽었는데도 얼굴한번 안비추는 화자의 딸 정인을 거론하자 분노한 화자는 그녀와 머리채 싸움을 벌인다. 다른 사람들이 말리고 있던 그때, 갑자기 멀쩡하던 조문객들로 일제히 구토증상을 보이며 장례식장은 완전히 아수라장이 됐다. 이들은 직전에 화자가 건네준 막걸리를 마셨는데 그 막걸리에는 농약이 들어가 있었다. 경찰은 단박에 이는 사고가 아닌 계획된 범죄라고 판단하고 화자를 유력한 용의자로 지목했다.
잘나가는 로펌 변호사 안정인. 어느날, 텔레비전 뉴스를 통해 막걸리 사건을 듣고는 곧바로 대천으로 달려왔다. 면회를 통해 만난 화자는 자기가 누군지도 기억을 못했고 대소변도 못가릴 정도로 치매증세가 심각한데다 고모가 데려온 변호사는 변호실력이 엉망이었다. 정인은 기억력도 온전치 못한 어머니가 계획적인 범행을 했을리 없다고 믿으며 초등학교 동창 양 순경과 힘을 합쳐 사건을 파헤치기 시작했지만 쉽지 않았다. 모든 정황이 채화자가 범인이라고 지목하고 있는데다 내세울 증인이 될만한 남동생 정수는 자폐성 장애를 앓고있어서 가벼운 대화조차도 힘들었기 때문이다. 
하지만 정인은 포기하지 않고 계속해서 사건을 알아보던도중 엄청난 진실을 알게된다. 

## 캐스팅
- 신혜선 : 안정인 역
- 배종옥 : 채화자 역 - 태수의 아내이자 정인의 어머니
- 허준호 : 추인회 역 - 대천시장
- 홍경 : 안정수 역
- 태항호 : 양왕용 순경 역
- 최홍일 : 안태수 역
- 고창석 : 종묘상 / 고모부 역
- 박철민 : 황방영 역
- 김수현 : 로펌 부대표 역
- 차순배 : 나일정 변호사 역
- 정인겸 : 신 검사 역
- 한이진 : 최석구 경장 역 - 최봉수의 첫째 아들
- 한주원 : 순경 2 역
- 윤민 : 순경 3 역
- 김중희 : 방정환 역
- 김도윤 : 르까프남 역
- 신철진 : 지영덕 역
- 김정팔 : 방승혁 역
- 하성광 : 최봉수 역
- 김현아 : 부장판사 역
- 주석제 : 박 검사 역
- 윤가현 : 고모 역
- 한철우 : 김 반장 역
- 곽자형 : 지질학자 역
- 신현용 : 최철구 역 - 최봉수의 둘째 아들
- 신원우 : 신 교도관 역
- 김정현 : 교도관 1 역
- 하윤서 : 교도관 2 역
- 김재철 : 관제센터직원
- 이동규 : YTN 앵커 역
- 숭의열 : 형사과장 역
- 권혁훈 : 권 형사 역
- 성규찬 : 응급실 담당의 역
- 김진욱 : 수리센터 직원 역
- 성열석 : 신경정신과 의사 역
- 김상욱 : 대천 시의원 역
- 고병택 : 얻어맞는 사내 역
- 길창규 : 옆집남편 역
- 정애화 : 옆집부인 역
- 황도윤 : 어린 정인 역
- 조민준 : 어린 정수 역
- 이지우 : 중학생 정인 역
- 박시윤 : 초등학생 정수 역
- 헨니 사비니지(Henny Saveniji) : Terry Wilder 미국 법의학자 역
- 홍은진 : 통역사 역
- 김덕주 : 스쿠터 할머니 역
- 이민섭 : 구치소 의무관 역
- 김동현 : 덩치 역
- 박성훈 : 인상남 역
- 김미준 : 지영덕의 아내 역
- 이소윤 : 방정환의 누나 역
- 임마리아 : 박원장 모 역
- 노형원 : 노 수사관 역
- 이한종 : 이 수사관 역
- 김지성 : 홍성지청검사 역
- 신문성 : 대방시공 직원 역
- 조민정 : 동네사람 1 역
- 신혜정 : 동네사람 2 역
- 남상우 : 법원 경위 1 역
- 이원상 : 법원 경위 2 역
- 한우열 : 추시장 경호원 역
- 노준표 : 추시장 운전사 역
- 정한빈 : 추시장 비서1 역
- 서정원 : 추시장 비서 2 역
- 이원우 : 추시장 비서 3 역
- 김예진 : 법원취재기자 역
- 조원준 : 파출소순경 1 역
- 김경태 : 파출소순경 2 역
- 이광섭 : 컨테이너 관리인 역
- 하승연 : 면사무소 여직원 역
- 이재현 : 동네할머니 역
- 전정일 : 고등법원 배석판사 역
- 이상철 : 고등법원 배석판사 역
- 허성우 : 고등법원 검사 역
- 김가은 : 고등법원 검사 역
- 황재필 : 고등법원 변호사 역
- 노태현 : 고등법원 변호사 역
- 신정식 : 고등법원 유가족 역
- 고경옥 : 고등법원 유가족 역
- 이진희 : VIP병실 의사 역
- 이솔 : 보도기자 (목소리)역
- 방예슬 : 기자 역
- 권지희 : 기자 역
- 정시후 : 기자 역
- 신재영 : 마을주민 역
- 김정 : 마을주민 역
- 노영애 : 마을주민 역
- 오영욱 : 마을주민 역
- 이재현 : 마을주민 역
- 이장숙 : 마을주민 역
- 홍현종 : 마을주민 역
- 정세영 : 마을주민 역
- 정승균 : 마을주민 역
- 황영수 : 마을주민 역
- 김지한 : 마을주민 역
- 고재운 : 마을주민 역
- 김영재 : 박 원장 역 (우정출연)
- 김석훈 : 임춘우 역 (특별출연)
- 박성근 : 손성규 법무법인 담 대표 역 (특별출연)
- 배해선 : 추인회의 아내 역 (특별출연)
- 박진영 : 고등법원판사 역 (특별출연)

## 같이 보기
- 2020년 대한민국의 영화 목록